# 尼克松在中国 (歌剧)
《尼克松在中国》（英語：Nixon in China）是约翰·库利奇·亚当斯创作的三幕歌剧，也是他第一部歌剧作品，剧本由爱丽丝·古德曼撰写，创作灵感源自美国总统理查德·尼克松1972年访问中华人民共和国。作品于1987年10月22日在休斯顿大剧院首演，彼得·塞拉斯制作，马克·莫里斯编舞。塞拉斯于1985年向亚当斯提出这部歌剧的构思，后者起初不是很有兴趣，但之后觉得这可以是一次很有价值的研究机会，于是接受了项目。古德曼在歌剧剧本的创作过程中进行了大量有关尼克松访华的研究，不过她没有参考多少1972年以后出版的资源。
为了创造出自己想要的效果，亚当斯在标准的管弦乐团基础上增加了萨克斯、更多的打击乐器以及电子合成技术。部分评论家认为歌剧的音乐风格有明显的极简主义色彩，但也表现出了多种曲风，受到了包括菲利普·格拉斯以及像理查德·瓦格纳和小约翰·施特劳斯这些19世纪作曲家的影响。亚当斯还将伊戈尔·费奥多罗维奇·斯特拉文斯基的20世纪新古典主义音乐、爵士乐等音乐风格混和，还利用大乐团来让人联想到尼克松年青时生活的1930年代。这多种元素的组合频繁变化，来反映舞台上的相应变化。
歌剧于1987年首演，所获评价褒贬不一，一些评论家认为这部作品很快就会淡出人们的视野。然而《尼克松在中国》此后多次在欧洲和北美演出，并录制了两个版本。2011年，本剧在纽约的大都会歌剧院首演，该版本主要基于原版制作。同年歌剧又经加拿大歌剧公司在多伦多演出，这是一个抽象化的版本。进入2010年代后，评论家的意见逐渐开始认可这部作品，称其为美国歌剧中的一齣经久不衰的杰作。雖然有相關網站轉載，但是这部作品至今仍然没有在中国大陆公開演出過。

## 背景

### 历史背景

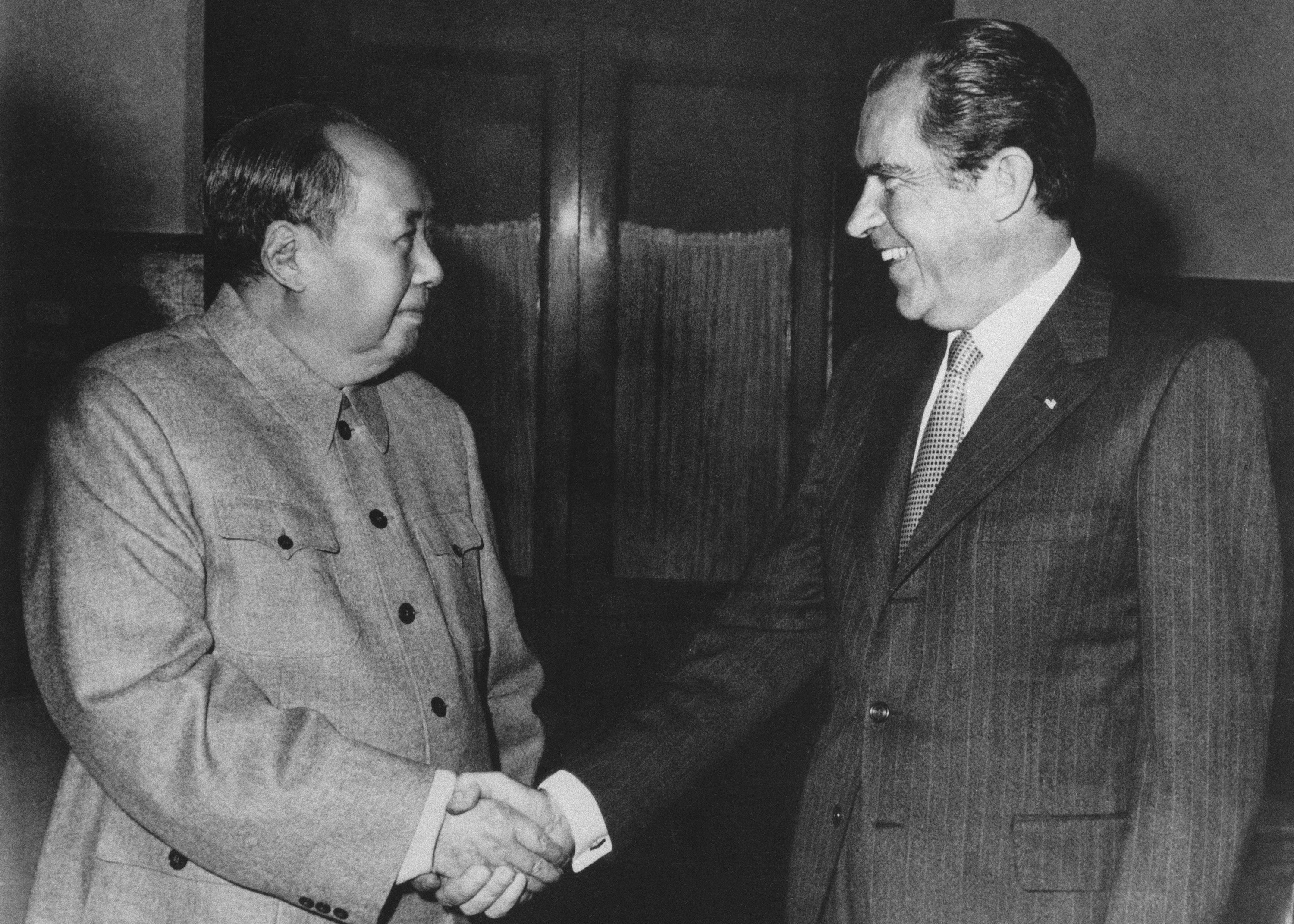
尼克松与毛泽东会面，1972年2月

理查德·尼克松于1946年选举中击败杰里·沃里斯当选联邦众议员后很快就成为众议院非美活动调查委员会成员，在全美以反共闻名。1969年当上美国总统后，他发现自己的反共背景可以成为改善美国与中华人民共和国和苏联间关系的优势。他希望以缓和政策向北越施压，以结束越南战争，还希望能操纵两大共产主义强国，达到有利于美国的目的。
尼克松甚至在成为总统前就埋下了访问中国的伏笔，《外交》杂志曾于1968年大选前一年引述他的话称：“这个小小的星球上还不足以容纳10亿可能最有能力的人生活在愤怒和与世隔绝之中。”在这场冒险中协助他的是国家安全顾问，之后将成为国务卿的亨利·基辛格，他绕过内阁官员，与总统密切合作。尼克松上任第一年，中华人民共和国与苏联的关系因边境冲突而跌至低点，尼克松于是给中国方面送去口信，表示有意建立更加紧密的联系。1971年初，毛泽东邀请一个美国乒乓球队前往中国与其最优秀的球员展开友谊比赛，这成为两国关系上的一大突破。尼克松随后派基辛格前往中国与其高层官员进行秘密会议。
1971年7月15日，北京和尼克松分别通过电视和广播同时宣布，后者将于次年2月访问中国。这份公告震惊了全世界，成为多个国家的头条新闻。苏联几乎立即就邀请尼克松前往访问，美国与苏联关系的改善也令战略武器限制谈判成为现实。许多美国人对总统这次访华给予了高度关注，尼克松夫妇走在中国大街小巷的镜头也出现在世界各地的电视荧屏上。总统与第一夫人到达北京并走出空军一号时得到了中华人民共和国国务院总理周恩来的迎接，尼克松特地与周恩来握了手，因为在1954年时，当时的美国国务卿约翰·福斯特·杜勒斯与周恩来在日内瓦见面时曾拒绝与对方握手，周恩来后来表示这次握手“拉近了世界上最远的距离，结束了25年没有交流的历史”。尼克松从一位积极的反共议员，转变为第一位改善中美关系的美国总统，一句新的政治谚语也因此诞生：“只有尼克松才能去中国。”（Only Nixon could go to China）

### 创作

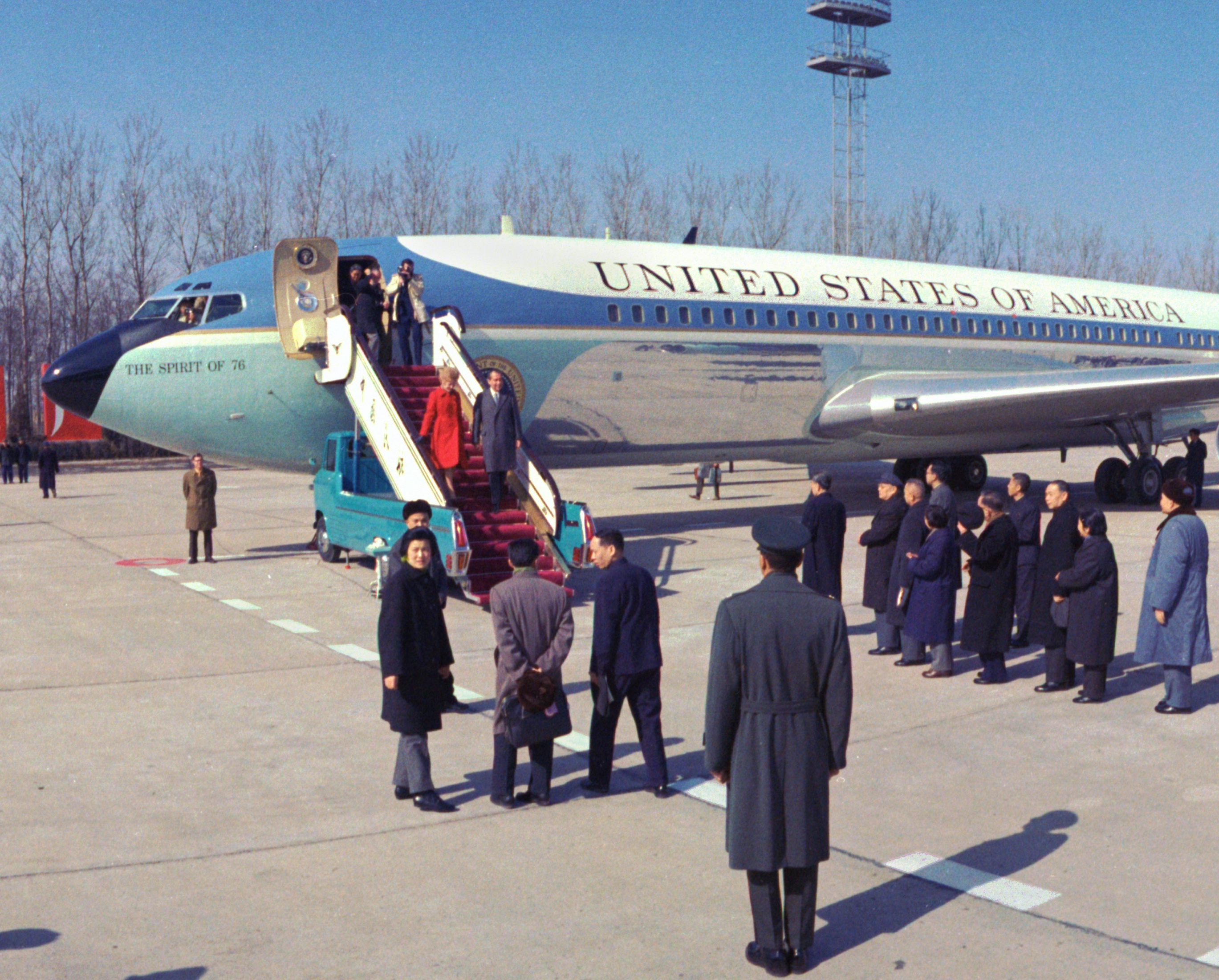
1972年2月21日，理查德和第一夫人帕特·尼克松走下专机的台阶

1983年，戏剧和歌剧导演彼得·塞拉斯建议美国作曲家约翰·库利奇·亚当斯创作一部以尼克松1972年访华为主题的歌剧。塞拉斯对尼克松是如何决定进行这次访问很感兴趣，觉得这看起来既像是“一个玩世不恭到有些荒谬的选举伎俩......又是个历史性的突破”。亚当斯当时还从来没有创作过歌剧，他对塞拉斯的建议感到怀疑，认为这只是开个讽刺性的玩笑。不过塞拉斯之后还是表明了自己的意向，而且亚当斯自己也对此产生了兴趣，认为歌剧可以表现出现代史上这段传奇的起源。两人都同意，歌剧的本质应该是豪迈的，而非对尼克松或毛泽东加以调侃:3。塞拉斯邀请爱丽丝·古德曼（Alice Goodman）撰写歌剧剧本，三人于1985年在哥伦比亚特区约翰·肯尼迪表演艺术中心会面，开始深入细致地研究六个角色，其中美国人和中国人各占一半，都将是歌剧主角。三位作者竭力避免尼克松和中国共产党中央委员会主席毛泽东的既有刻板印象，研究两人的真实个性。

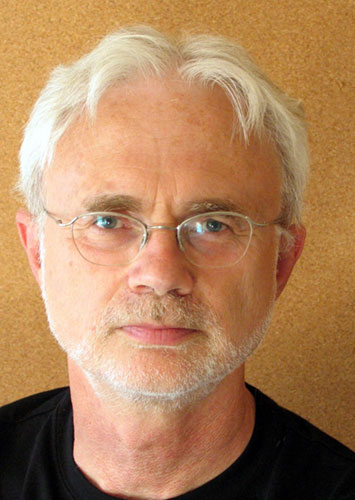
作曲家约翰·亚当斯，2008年

亚当斯在歌剧创作期间曾与尼克松本人见面，他曾非常讨厌这个有意思、有时会在公众面前表现出情感的复杂人物。亚当斯对毛泽东的构想是巨幅海报和大跃进中的形象，将其定为英雄男高音。毛泽东的夫人则“不仅是声音尖锐的花腔女高音，还需在歌剧最后一幕揭示她的私人幻想和情色欲望，甚至表达一定程度的悲剧色彩。尼克松由抒情男中音诠释，属西蒙·波卡涅拉（Simon Boccanegra，威尔第同名歌剧主人翁）式人物，自我怀疑，有时还会自怜自伤”。
古德曼这样解释了自己对角色的定性：
作家往往趋向于从自我中发展角色，所以我可以告诉你……尼克松、帕特、江青、毛泽东、基辛格以及合唱团，他们在一定程度上都是“我”的体现。对于毛泽东和周恩来这类我完全无法想像的人物内心世界，则是根据几位熟人来刻画。
塞拉斯当时正在编排三部莫扎特和达·彭特的歌剧，对这些作品的乐团产生兴趣，这种兴趣体现在《尼克松在中国》最后一幕。导演鼓励亚当斯和古德曼给古典歌剧形式创作出其他的典故，于是便有了预期合唱团开始演唱时，尼克松演唱着英雄咏叹调出场，以及歌剧第一幕最后一个场景的祝酒。塞拉斯在排练时对最后一个场景的编排作了修订，把原本大家吃晚饭的宴会厅改为众角色的卧室。
古德曼之后指出，为了提高歌剧的整体素养，有几个她所钟爱的合唱曲段都取消了。三位作者因这部作品还曾爆发过激烈的争执。不过，音乐学家蒂莫西·约翰逊（Timothy Johnson）在自己2011年出版的有关《尼克松在中国》的著作中指出：“三位歌剧创作者相互间存在着分歧，但这次合作的结果并没有背叛任何一位作者，他们成功地将各自的不同观点融入到了一个非常令人满意的连贯整体中。”:3

## 角色
| 角色                       | 声域     | 1987年10月22日在休斯顿进行首演的表演阵容（乐队指挥：约翰·德曼） |
| -------------------------- | -------- | --------------------------------------------------------------- |
| 理查德·尼克松              | 男中音   | 詹姆斯·马达莱娜                                                 |
| 帕特·尼克松                | 女高音   | 卡罗兰·佩奇                                                     |
| 亨利·基辛格                | 男低音   | 托马斯·哈蒙斯                                                   |
| 毛泽东                     | 男高音   | 约翰·戴克斯（John Duykers）                                                 |
| 江青                       | 女高音   | 特鲁迪·艾伦·克兰尼                                              |
| 周恩來                     | 男中音   | 桑福德·西尔万                                                   |
| 唐闻生（毛泽东的第一秘书） | 次女高音 | 玛丽·欧帕兹（Mari Opatz）                                                 |
| 毛泽东的第二秘书           | 次女高音 | 斯蒂芬妮·弗里德曼（Stephanie Friedman）                                           |
| 毛泽东的第三秘书           | 次女高音 | 马里昂·德莱（Marion Dry）                                                 |
| 其他：舞者、民兵、北京市民 |          |                                                                 |

## 剧情简介
时间：1972年2月
地点：北京市内及周边

### 第一幕

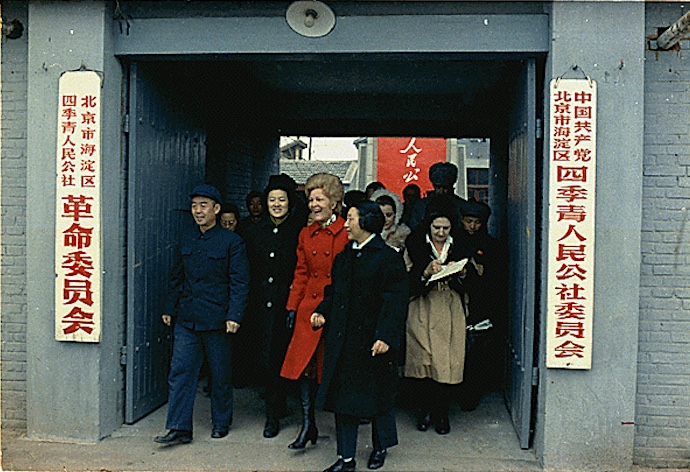
1972年2月23日，帕特·尼克松在北京城内参观

一队中国军人在北京机场等待载有尼克松一行的美国总统专机。军人合唱团唱着“三大纪律”和“八项注意”。飞机降落后，尼克松夫妇与亨利·基辛格出场。总统与领导欢迎仪式的中华人民共和国国务院总理周恩来相互问候。尼克松说起了这次访问的历史意义，以及自己对这次接触所抱持的希望和担忧（《新闻有一种神秘感》）。现场转至毛主席的书房，主席在此等待总统一行到达。尼克松、基辛格与周恩来走进书房，主席和总统两人交换外交辞令，多位摄影师在现场拍照。在随后进行的交谈中，尼克松和基辛格对毛泽东的格言和时常说出的一些令人费解的意见感到迷惑，这往往是由于后者的秘书以及周恩来的放大所致。场景再次更换，变成了人民大会堂举行的晚宴。周恩来向远道而来的客人敬酒：“我们已经开始用不同的方式庆祝”，尼克松回答：“我参加过许多盛宴”。此后各方继续敬酒，气氛也变得越来越欢快。最后以反共而成名，登上权力领峰的尼克松宣布：“各位，请听我说一句：我曾反对中国，我错了。”

### 第二幕

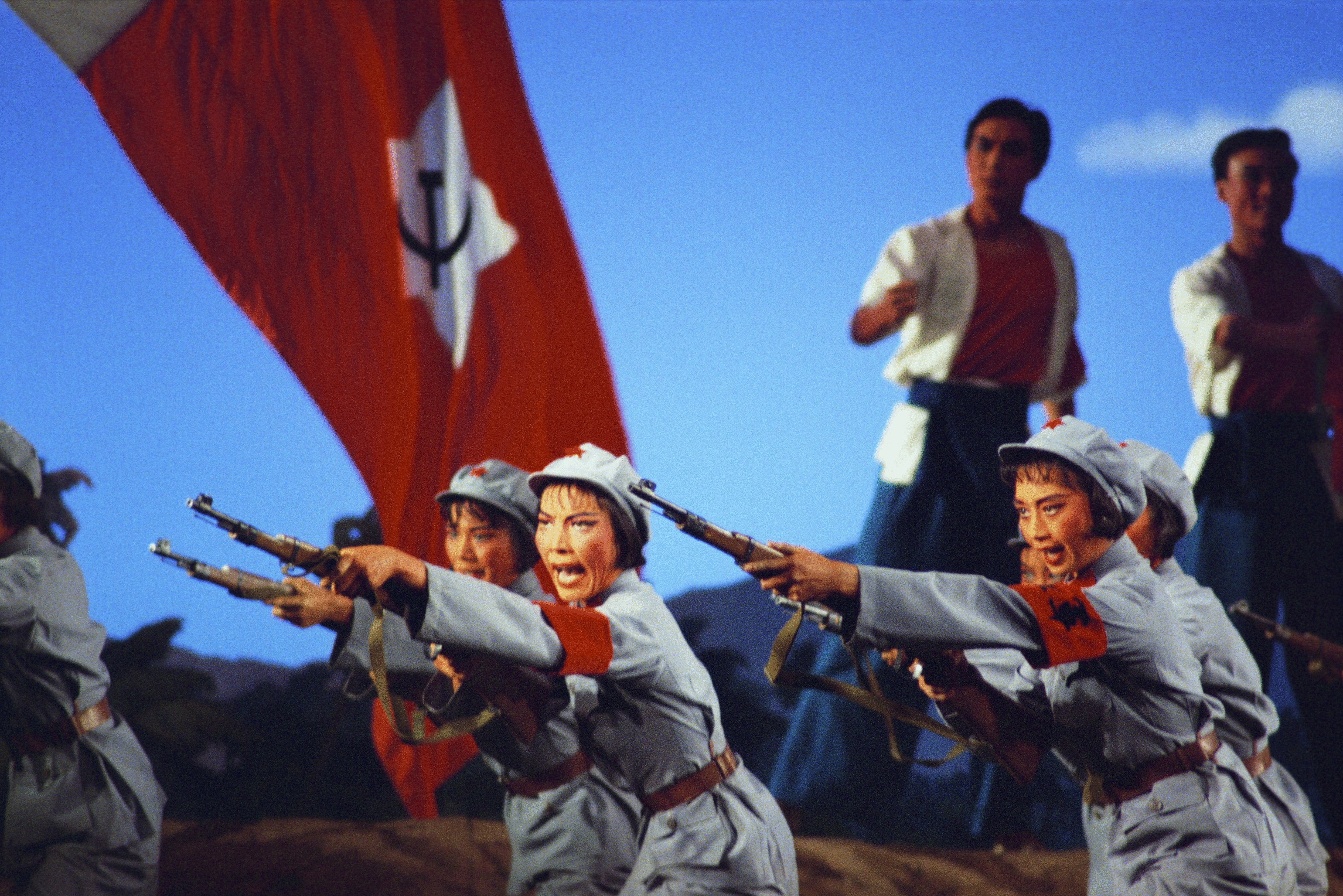
1972年2月22日，尼克松一行曾观看芭蕾舞剧《红色娘子军》

帕特·尼克松开始在向导的陪同下赴北京城内参观。工厂的工人向她介绍一头大象的小模型，后者欣喜地告诉众人，象是共和党的象征，自己的丈夫就是共和党总统。她来到一个人民公社并受到热情的迎接，然后被孩子们所玩的游戏吸引住了，她之前曾在学校中看到过孩子玩这样的游戏。“多年前，我曾是老师”，她唱道，“如今我来此向你学习。”她来到颐和园，在这里演唱了一段沉思风格的咏叹调《这是预言》，为全世界设想了一个和平的未来。到了晚上，总统一行作为毛泽东夫人江青的客人来到剧院观看政治芭蕾舞剧《红色娘子军》。该剧描述了一个残暴不仁地主的倒台，其中地主的扮演者与基辛格非常相似，打倒他的是一群勇敢的女革命工人。这场戏深深地触动了尼克松夫妇，帕特甚至一度冲上台去帮助一个农家女孩，因为她以为对方会被鞭打致死。舞台上的表演结束后，江青对刚才节目中内容出现的明显误解感到愤怒，于是唱起了一段咄咄逼人的咏叹调（《我是毛泽东的夫人》），颂扬了文化大革命并对自己在其中扮演的角色加以赞美，一个革命合唱团则对她的唱辞加以呼应。

### 第三幕
访问的最后一天晚上，众人都躺在各自的床铺上，几位主要角色通过一系列超现实且相互交织的对话沉思了自己的过去。尼克松夫妇回忆起年轻时的奋斗，总统回忆起参军入伍的经历（《坐在收音机周围》）。毛泽东与江青共舞，主席想起了革命初期来到自己指挥部的“可爱小女星”。两人回忆时，江青主张“革命不会就此结束”。周恩来独自陷入沉思，歌剧最后是他经过深思熟虑后的咏叹调《我老了，而且不能永远睡去》，歌词中唱到：“我们所做的一切，到底有多少是对的？”听到清晨的鸟叫声后，他又继续开始工作，“房外的寒气沉重地压在清晨的草地上”。

## 表演历史
《尼克松在中国》曾由休斯顿大剧院、布鲁克林音乐学院、荷兰歌剧院和甘迺迪表演藝術中心联合制作，这几家剧院都曾演出过歌剧的早期版本。休斯顿大剧院因为担心作品受到诽谤或是非公有领域的质疑而专门为此购买了保险。歌剧在舞台首演前先于1987年5月在旧金山以音乐会形式演出，亚当斯还在中场休息时引领多场讨论。根据《洛杉矶时报》的评论，演出开始后有部分观众选择了离开。
1987年10月22日，《尼克松在中国》在休斯顿新落成的沃瑟姆剧院中心中的布朗舞台首演，约翰·德曼（John DeMain）指挥休斯顿大剧院演出。主办者邀请了前总统尼克松，并给他寄去了一份剧本副本，但他的助手表示，由于身患疾病，并且一部著作的最后期限已近，前总统无法出席。之后尼克松的一位代表称，前总统不喜欢自己在电视或其他媒体中的形象，并且对这部歌剧也是兴致缺缺。但据亚当斯所说，尼克松以前的律师伦纳德·加蒙特告诉自己，前总统对任何写到他的作品都非常感兴趣，因此当休斯顿的这场演出在公共电视网《伟大的表演》（Great Performances）节目中播出时很有可能会收看:4。
这部作品与音乐评论家协会的年会一起开幕，这样歌剧就肯定会有《休斯敦纪事报》所称的一群“非常挑剔的观众”。协会成员还出席了歌剧制作团队的多次会议。当扮演帕特·尼克松的卡罗兰·佩奇（Carolann Page）以第一夫人的角色向观众挥手致意时，许多人也向她挥手回礼。部分批评意见指出歌剧中的有些台词很难理解，也没有提供译文对白字幕，对此亚当斯表示，首次观赏这部歌剧时并不必要理解所有的台词。根据《洛杉矶时报》的表述，观众普遍对这部作品报以了“礼貌的掌声”。剧中总统专机降落时，台上的合唱团和台下的观众都在鼓掌。
歌剧到布鲁克林音乐学院演出时已是首演六星期后，总统专机降落的一幕再次得到了观众鼓掌欢迎。根据钢琴家兼作家威廉·R·布朗（William R. Braun）所说，饰演周恩来的男中音桑福德·西尔万（Sanford Sylvan）直接向观众说出祝酒辞时，观众既是钦佩，又感震惊，现场一片寂静。第三幕的冥想也让现场变得非常安静，节目结束时获得了雷鸣般的喝彩。

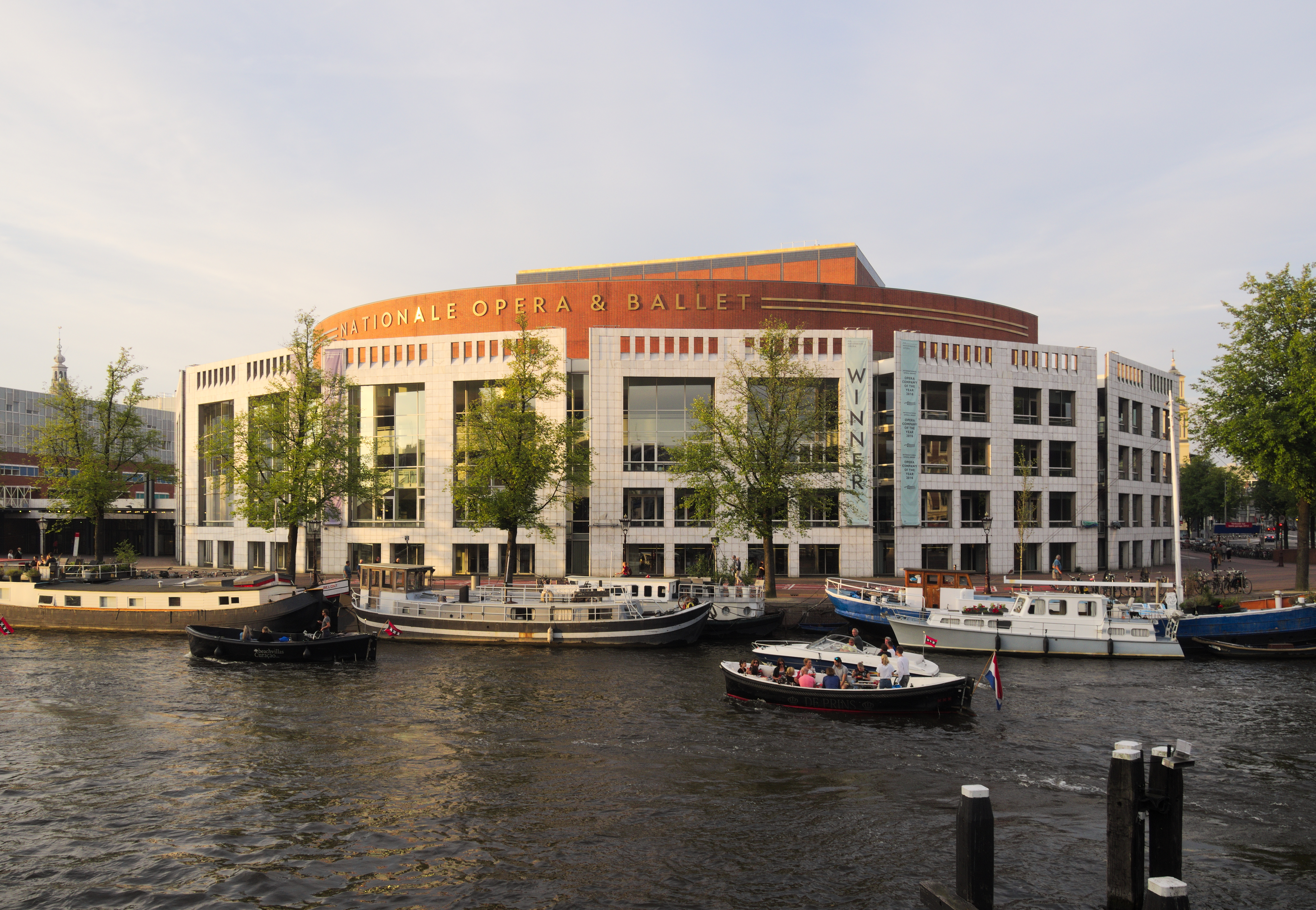
1988年6月，《尼克松在中国》在阿姆斯特丹的市政歌剧院举行了欧洲首演

1988年6月，这部歌剧在阿姆斯特丹的市政歌剧院举行了欧洲首演，然后于同年下半年在德国比勒费尔德的比勒费尔德歌剧院首次演出德语版本，由约翰·德鲁（John Dew）制作，戈特弗里德·皮尔兹（Gottfried Pilz）负责舞台设计。德国版本的尼克松和毛泽东都长着一个油腻腻的鼻子，《洛杉矶时报》认为这是“一个扎眼而严厉的讽刺”。1988年8月在爱丁堡国际艺术节举行的英国首演也有同样设定。
受六四事件影响，塞勒斯修改1990年的洛杉矶演出版本，将基调变得黑暗。起初的版本在第二和第三幕间没有中場休息，这次加入，同时塞勒斯还授权增加休斯顿公演时拒绝提供的译文字幕。亚当斯于1991年12月14日在巴黎亲自指挥法国首演版本，演员阵容与全球首演一致。此后这部歌剧很少演出，为此亚历克斯·罗斯（Alex Ross）曾于1996年4月在《纽约时报》撰文推测作品“淡出视野”的原因。
《尼克松在中国》于2000年首次登陆伦敦，由塞拉斯制作，保罗·丹尼尔（Paul Daniel）指挥英国国家歌剧院在伦敦大剧院首演。之后本有计划于2004年大剧院装修并重新开放后再次上演，但因翻新工程延误，演出只能推迟到2006年。英国国家歌剧院的演出重新引发公众兴趣，是2011年大都会歌剧院演出的基础。大都会歌剧院总经理彼得·格尔布（Peter Gelb）曾于2005年联系亚当斯，表示希望在自己的歌剧院上演《尼克松在中国》，格尔布本希望这是首部在大都会歌剧院上演的亚当斯歌剧，但亚当斯选择了自己的另一部作品《原子博士》（Doctor Atomic）。不过格尔布一直对上演《尼克松在中国》保持着浓厚兴趣，该剧最终于2011年2月2日在大都会歌剧院首演。这一制作于2011年2月12日通过大都会歌剧院现场高清传送到了世界各地的电影院播出。2012年9月5日，《尼克松在中国》首次在伦敦皇家阿爾伯特音樂廳演出逍遥音乐会，但省掉了第二幕的芭蕾舞段落。
有多个制作与最初上演的版本相比存在差异，如2011年2月加拿大歌剧公司制作的版本就采用了2004年圣路易歌剧院制作版本中的一些抽象化的设定。例如尼克松的《新闻有一种神秘感》咏叹调，舞台设计师艾伦·莫耶（Allen Moyer）让整场戏的大部分时间里都有多台电视机放置在舞台上，荧光屏上常常显示出1972年尼克松访华的实际镜头，营造出一种电视新闻无处不在的效果。对于第一幕中飞机降落的一段，又有多台电视机显示飞机正在飞行。
虽然这以后节目在世界各地的演出有所增加，但截止2016年11月，《尼克松在中国》尚未在中国演出。

## 反响

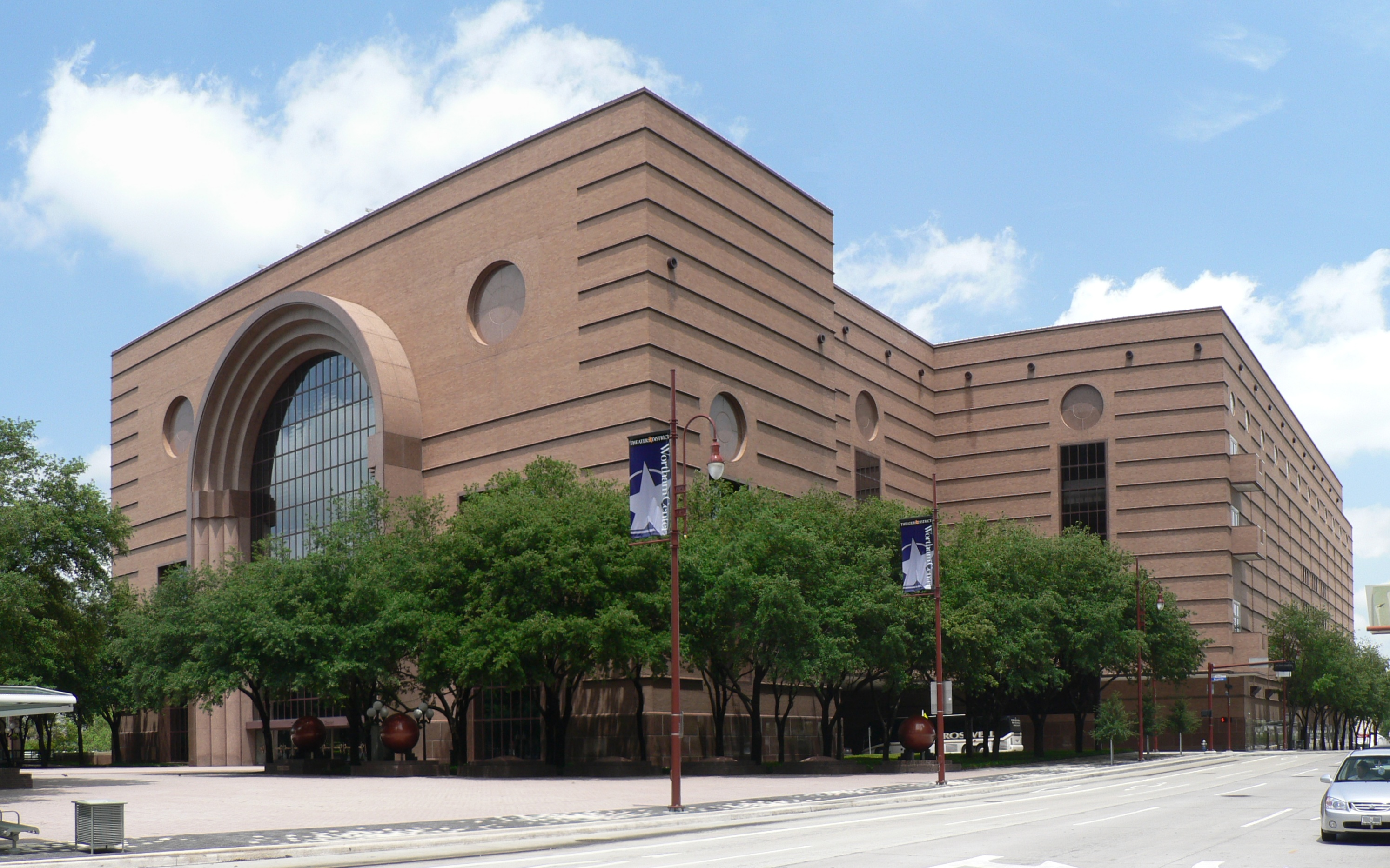
《尼克松在中国》于1987年10月22日在德克萨斯州休斯顿的沃瑟姆剧院中心全球首演

休斯顿的全球首演版本所获评价褒贬不一。《芝加哥论坛报》评论员约翰·冯·莱茵（John von Rhein）称《尼克松在中国》是“歌剧的重大胜利，有着发人深省的美”。《休斯敦纪事报》评论家安·福尔摩斯（Ann Holmes）赞扬了作品的音乐表现，称自己在高速公路上时会情不自禁地哼唱其中的段落。《洛杉矶先驱考察家报》（Los Angeles Herald Examiner）的马克·斯威德（Mark Swed）称“只要人类珍视人性，它（这部作品）就是有意义的”。《洛杉矶时报》的马丁·伯恩海默（Martin Bernheimer）特别提及了莫里斯编导的第二幕芭蕾舞桥段，称他“从毛夫人的革命剧目中制作出了一段古典而又显穷兵黩武的中国和苏联式芭蕾舞”。伯恩海默还称赞了“爱丽丝·古德曼以对唱为主歌剧剧本中那种微妙的礼仪”。
部分媒体的评价较为负面。《纽约时报》首席音乐评论家多纳尔·赫纳罕（Donal Henahan）在自己的专栏中以《就这样？》（That was it?）为题对歌剧作出了批评，称这部经过大量宣传的作品很“肤浅”，是“一部彼得·塞拉斯式综艺节目，能引出少许笑声，但很难成为一部保留剧目”。《纽约》（New York）杂志的彼得·G·戴维斯（Peter G. Davis）对马达莱娜演绎的尼克松总统感到钦佩，称他在“令人毛骨悚然上值得肯定。他头上的倾角，生涩的脚步，紧张的手部动作，甚至他坐下来翘起二郎腿的方式，都仿佛尼克松亲至”。但是，戴维斯认为这部歌剧在最初的一波公众兴趣消退后，恐怕很难继续存在下去。《圣路易斯邮报》（St. Louis Post Dispatch）评论员詹姆斯·威尔兹比奇（James Wierzbicki）称这部歌剧“的趣味性比一件新鲜事强不了多少”。电视评论员马文·基曼（Marvin Kitman）于1988年4月，休斯顿原版在电视上播出前表示，“《尼克松在中国》只有三个方面存在问题，一、歌剧剧本，二、音乐，三、导演。除此以外都很完美。”
歌剧1988年在爱丁堡国际艺术节上的英国首演获得赞誉：“这部歌剧通过其纯粹的聪明才智、抒情美和戏剧感，把大部分批评都扫到一旁，并且奠定了对批评所持的开放态度。”。作品终于在伦敦上演时已经很长一段时间没有在剧场演出，距休斯顿的首演也已经过去了13年年头。《节奏》（Tempo）评论员罗伯特·斯坦（Robert Stein）对英国国家歌剧院2000年制作的演出给予热烈的回应。他特别称赞了马达莱娜的演出，总结认为这是亚当斯的一部成功的作品，无论是在对白、剧情和音乐上都令人满意，引人入胜。对于英国国家歌剧院2006年的重新制作，《卫报》的埃里卡·乔尔（Erica Jeal）称赞这是彼得·塞拉斯的颠峰之作，并且在他看来，把这样一部作品以非讽刺剧的基调表现出来是一个很大的挑战，而一众演员的精彩演绎令人感到钦佩。评论员帕特里克·J·史密斯对2008年波特兰歌剧院制作的版本（该版本也是2011年加拿大歌剧公司在多伦多演出版本的基础）给出了正面评价，称“《尼克松在中国》是一部了不起的美国歌剧。我于1987年看到时曾觉得不过如此，之后无论是在舞台上还是从光碟中再次欣赏，都让我更加确信自己的判断。但如今，我敢肯定这会是长演不衰的极少数歌剧剧目之一”。
对于2011年2月在大都会歌剧院的首演，虽然包括尼克松长女特里西娅·尼克松·考克斯在内的观众都给予演出正面回应，但专业评论对这一制作的表现褒贬不一。《综艺》的罗伯特·霍夫勒（Robert Hofler）批评塞拉斯不该用随身话筒来放大歌唱音量，以弥补马达莱娜在声音上的欠佳表现。他还进一步批评了导演，并以纽约特朗普大厦为背景的《费加罗的婚礼》和以城市贫民窟为背景的《唐·喬望尼》为例，指出这次演出的舞台设定过于平淡，前两幕的置景都过份写实。霍夫勒认为应该要重新演绎这部歌剧：“《尼克松在中国》已经环游世界，终于来到了大都会（歌剧院）。这是一部大师之作，歌剧的保留剧目，如今，它应该拥有一个崭新的面貌。”不过，《纽约时报》的安东尼·托马西尼（Anthony Tommasini）虽然也认为马达莱娜的声音表现与之前的全球首演相比有所不及，但考虑到他曾长期诠释这个角色，所以无论由别的任何人到大都会歌剧院来出演尼克松都将是不可想像的：“其他任何一位歌唱家都没有像马达莱娜这样活在这个角色中。”托马西尼还称赞了罗伯特·布鲁贝克（Robert Brubaker）出演的毛泽东一角，“恰如其分地表现出了主席的威权、蔑视和掠夺性的自我放纵”，此外，他还给予饰演帕特·尼克松的英国女高音歌唱家詹尼斯·凯利（Janis Kelly）“精彩”的评价。

马克·斯威德在评论大都会歌剧院2011年制作的版本时对1987年的版本做了回顾：
这是一部在1987年时大部分纽约评论家都小看了的歌剧，在休斯顿大剧院首演时也没有什么一直为人称道的优势，但显然，这仍然是一部拥有长久生命力的作品。如今它首次来到大都会歌剧院，终于获得了经典的赞誉。

## 音乐
《尼克松在中国》的音乐包含有极简主义元素。这一音乐形式于1960年代在美国诞生，其特点在于用静止和反复来代替传统音乐相关联的旋律发展。虽然亚当斯的创作有极简主义风格，但他的传记作者，钢琴家莎拉·卡希尔（Sarah Cahill）主张，在所有属极简主义者的作曲家中，亚当斯是最坚持西方古典音乐传统的一位。
蒂莫西·约翰逊认为，《尼克松在中国》已经在多个重要方面超越了极简主义风格。亚当斯在作品创作过程中受到了多位极简主义作曲家的影响，如菲利普·格拉斯、斯蒂夫·莱奇和特里·赖利，这都在歌剧中以重复的节奏模式加以体现。然而，这部歌剧复杂的和弦结构与像格拉斯的《沙滩上的爱因斯坦》（Einstein on the Beach）这种简单的结构又有着很大的不同，亚当斯认为后者属于“盲目的重复”，不过，约翰逊还是认为格拉斯的歌剧对《尼克松在中国》产生了影响:7。由于亚当斯无法利用格拉斯的方法来达到所需要的效果，因此他采用了一个不断变化的组织方案来对歌剧中的重复韵律加以补充。这些音乐的韵律无论是在音乐剧角色还是对歌剧文本的配合上来说都并不和谐:7-8。
《纽约时报》评论员阿兰·科辛（Allan Kozinn）称，亚当斯为《尼克松在中国》所谱写的音乐既“极简主义，又不拘一格......”在管弦乐中穿插了从瓦格纳到格什温和菲利普·格拉斯的风格内容。《留声机》杂志在对歌剧的第一个录制版本进行评论时探讨了其混合性的音乐风格，结论认为其音乐的重点不是极简主义风格。其他评论员称歌剧的音乐令人想起了斯特拉文斯基的新古典主义风格，并炮制了一个术语“马勒遇上极简主义”来准确形容歌剧的音乐特色。
这部歌剧的音乐需要一个由萨克斯、钢琴和电子合成器加强的管弦乐团来演奏。打击乐部分融入了许多特殊效果，包括木鱼、砂纸板、樂鞭和馬鈴。歌剧开场先以管弦乐团奏出序曲，旋律在重复中逐渐发展，然后一组中国军人合唱团唱出庄严的《三大纪律八项注意》，对应的器乐背景则相对疲弱。托马西尼认为，这样的设定创造出一种催眠般宁静而强烈的背景被支离破碎而又极其广阔的铜管乐和弦所打破的效果，让人联想到菲利普·格拉斯的风格。托马西尼将此与尼克松一行到达时的桥段加以对比，这时乐团爆发出强烈的即兴演奏曲段，形成碎片般的声浪，表现出一种强烈的威势和喧嚣。《留声机》的评论中将尼克松、毛泽东和周恩来之间尖锐的书面交流与作品中其他更多一些看似漫无目的的徘徊相比较，认为剧中快速对话段落的音乐有着最好的表现，能够最完美地为这些唱词服务。托马西尼还指出，剧中尼克松的声线也反映出了现实生活中这位前总统的个人尴尬和对社交的不自在。
东西方视角的差异早在第一幕就进行了阐述，并在音乐上加以强调：当合唱团中的中国人看到乡村时，他们看到的是准备收割的田地，是他们劳作所收获的充满潜力的成果，而尼克松夫妇则把他们在飞机上看到的景象描述成一片贫瘠的土地。这种差距也在音乐上体现出来：中国人的合唱仿佛“一片色彩和谐的广阔调色板”，而西方人的观念则通过“快速......而不屑一故的节奏”表现出来，其后就是尼克松对自己所见的描述。:22
第二幕以温暖的乐风开场，高潮部分是帕特·尼克松温柔的咏叹调《这是预言》。不过，这一幕的重头戏还是中国革命芭蕾舞剧《红色娘子军》。根据托马西尼的描述，其中还追加了小约翰·施特劳斯创作的圆舞曲、爵士乐以及1930年代的斯特拉文斯基风格元素。这部芭蕾舞剧后紧接着的是毛泽东妻子江青的独角戏《我是毛泽东的夫人》，其中全程以花腔女高音唱段表明了与反革命分子对抗到底的决心，并在一个高音D中达到高潮，江青本人在现实生活中曾是个女演员，之后生活发生了戏剧性十足的巨变。此外有多个独唱段落直接来源于19世纪的意大利歌剧原型，如这首《我是毛泽东的夫人》就通过一位前女演员进行自我戏剧化的能力来表现出其个性的一个重要方面。评论家托马斯·梅（Thomas May）指出，第三幕中这个角色扮成一个渴望权力的夜之女王，暴露了自己的怅惘和遗憾。托马西尼称，最后的“超现实主义”一幕中周恩来的总结性沉思是受到了尼克松一行来访的“深刻影响”。这一幕中包含有一段由莫里斯编舞的短暂狐步桥段，表现了帕特·尼克松对自己年轻时1930年代的回忆。之后亚当斯还根据这一段舞蹈创作了一出名为《主席之舞》（The Chairman Dances）的管弦乐狐步舞。不过这一作品并没有成为歌剧的一部分，而通常是作为单独的音乐会曲目进行演出，之后彼得·马丁斯（Peter Martins）将其改编成了芭蕾舞。
评论家罗伯特·斯坦认为，亚当斯在管弦乐创作中有一个特别擅长的方向，即用铜管乐和甜美的弦乐及木管乐奏出和弦来引领人物，格雷戈里·卡彭特（Gregory Carpenter）在对歌剧的2009年拿索斯唱片录音版本进行评价时也表示了同样的看法。卡彭特指出，亚当斯在“辨别不断重复的旋律、和弦中可能存在的戏剧变化上天赋异秉”，并且他有能力改变各个要素的组合形式来反映舞台上的动作。歌剧中引用了流行音乐来再现尼克松时代的感觉，塞拉斯发现，一些与尼克松有关的音乐来自于1930年代末的大乐团，尼克松就是在那时陷入情网。其中一些评论家指出了亚当斯在旋律创伤上存在的局限性，并且对长曲段有一定程度的依赖，多纳尔·赫纳罕形容这是一种“直白吟唱宣叙调的风格”。不过，罗伯特·胡吉尔（Robert Hugill）在对2006年英国国家歌剧院的演出进行评述时表示，那些单调乏味，似乎“永无止境的琶音”之后经常会接上扣人心弦的音乐，立刻就重燃了听众的兴趣。这一看法又和戴维斯对休斯顿原版演出的评价截然不同，戴维斯认为，亚当斯对歌剧创作缺乏经验，《尼克松在中国》里经常出现的那些“华而不实的器乐”就是证明，他认为“音乐必须是至关重要的元素……亚当斯没能做好这份工作”。

## 咏叹调和音乐曲段清单
| 第一幕 - 管弦乐开场 - 《天上的战士顶天立地》（Soldiers of heaven hold the sky，合唱） - 《如今的英雄是人民》（The people are the heroes now，合唱） - 总统专机到达（管弦乐） - 《我希望您的飞行一路顺利》（Your flight was smooth, I hope?，周恩来，尼克松） - 《新闻有一种神秘感》（News has a kind of mystery，尼克松、周恩来、基辛格） - 《我的话不是很流利》（I can't talk very well，毛泽东、尼克松、周恩来、基辛格、众秘书） - 《我们不再需要孔夫子》（We no longer need Confucius，毛泽东和众秘书） - 《就像明十三陵》（Like the Ming Tombs，尼克松、毛泽东、周恩来、基辛格、众秘书） - 《夜未央》（The night is young，尼克松夫妇，周恩来、基辛格、合唱团） - 《女士们、先生们，同志们、朋友们，我们已经开始庆祝......》（，周恩来） - 《总理先生，各位来宾，我参加过许多盛宴》（，尼克松） - 《就是这一刻！》（This is the hour!，尼克松夫妇，周恩来、基辛格、合唱团） | 第二幕 - 《我不做白日梦，也不会回头》（I don't daydream and I don't look back，帕特） - 《朝下看，朝下看》（Look down, look down，合唱团，帕特，众秘书） - 《这是预言》（帕特） - 《天气终于回暖》（At last the weather's warming up，帕特与合唱团） - 《红色娘子军》（The Red Detachment of Women） - 《因为我们年轻》（Young as we are，众秘书） - 《啊，多美的一天》（Oh what a day，基辛格，合唱团，众秘书） - 《用鞭子抽死她》（Whip her to death，基辛格，尼克松夫妇） - 《热带风暴》（Tropical storm，管弧乐队，尼克松夫妇） - 《选择生力军》（Flesh rebels，合唱团） - 《我要详细说来》（I have my brief，基辛格，尼克松） - 《看起来真奇怪》（It seems so strange，合唱团，江青，尼克松夫妇，众秘书） - 《我是毛泽东的夫人》（I am the wife of Mao Tse-tung，江青，合唱团） | 第三幕 - 管弦乐开场 - 《有些人你无法满足》（Some men you cannot satisfy，基辛格、尼克松夫妇，周恩来、江青） - 《我是无名之辈》（I am no one，毛泽东、周恩来、基辛格、江青、尼克松夫妇） - 《坐在收音机周围》（Sitting around the radio，尼克松夫妇） - 《咱们来看看你的做为》（Let us examine what you did，毛泽东、江青、周恩来） - 《我没有子女》（I have no offspring，周恩来、毛泽东、江青） - 《我能保持不动》（I can keep still，江青、尼克松夫妇、周恩来、毛泽东） - 《北京仰望群星》（Peking watches the stars，江青、毛泽东、周恩来） - 《你打扑克赢了》（You won at poker，尼克松夫妇，江青） - 《我老了，而且睡不着觉》（I am old and I cannot sleep，周恩来） |

## 录制
《尼克松在中国》已经进行过两次录制，第一次是在1987年由典范唱片公司完成，所有角色都有休斯顿首演的原班人马诠释，艾度·迪華特指挥圣路加乐团和合唱团演出。《留声机》杂志的优秀指南称赞了其中的唱段，特别是詹姆斯·马达莱娜（James Maddalena）对尼克松恰如其分的发挥和特鲁迪·艾伦·克兰尼（Trudy Ellen Craney）对江青花腔唱段令人钦佩的演绎。这张录音获得了1988年格莱美奖古典音乐类最佳当代作品奖提名，并在2011年2月重新发行，其时恰逢歌剧在大都会歌剧院上演。第二次录音由拿索斯唱片于2008年发行，馬林·阿爾索普指挥科罗拉多交响乐团和科罗拉多歌剧公司合唱团，罗伯特·奥尔特（Robert Orth）扮演总统尼克松，玛丽亚·肯约瓦（Maria Kanyova）饰演帕特·尼克松，托马斯·哈蒙斯（Thomas Hammons）出演基辛格，袁晨野诠释周恩来，马克·海勒（Marc Heller）演绎毛泽东，特雷西·达尔（Tracy Dahl）扮演江青。